# Rhodnius prolixus
Rhodnius prolixus es una especie de insecto hematófago, que pertenece al suborden heteróptera, subfamilia triatominae. Esta especie de interés sanitario, es el segundo vector de mayor importancia de la enfermedad de Chagas (luego de Triatoma infestans) y se le llama vulgarmente chipo o pito, especialmente en Venezuela y Colombia.

## Biogeografía y hábitat
R. prolixus se ha adaptado eficientemente al hábitat del domicilio humano en el norte de Sudamérica (Perú, Colombia, Venezuela, Ecuador, Brasil, Bolivia, Guyana, Guyana Francesa, Surinam y Trinidad y Tobago) donde también existen poblaciones silvestres; su distribución abarca igualmente América Central (Panamá, Costa Rica, El Salvador, Honduras,(actualmente erradicado),  Guatemala y México) donde es exclusivamente doméstico.
Este insecto tiene un rango de ecotipos amplio, especialmente sabanas y pie de montes (500 a 1.500 m s. n. m.) donde la humedad es variada y las temperaturas oscilan entre 16 y 28 °C.  Los R. prolixus selváticos, como virtualmente todos los miembros de la tribu Rhodninni, viven primordialmente en árboles de palma y tienen diversos huéspedes incluyendo aves, roedores, marsupiales, perezosos y reptiles.

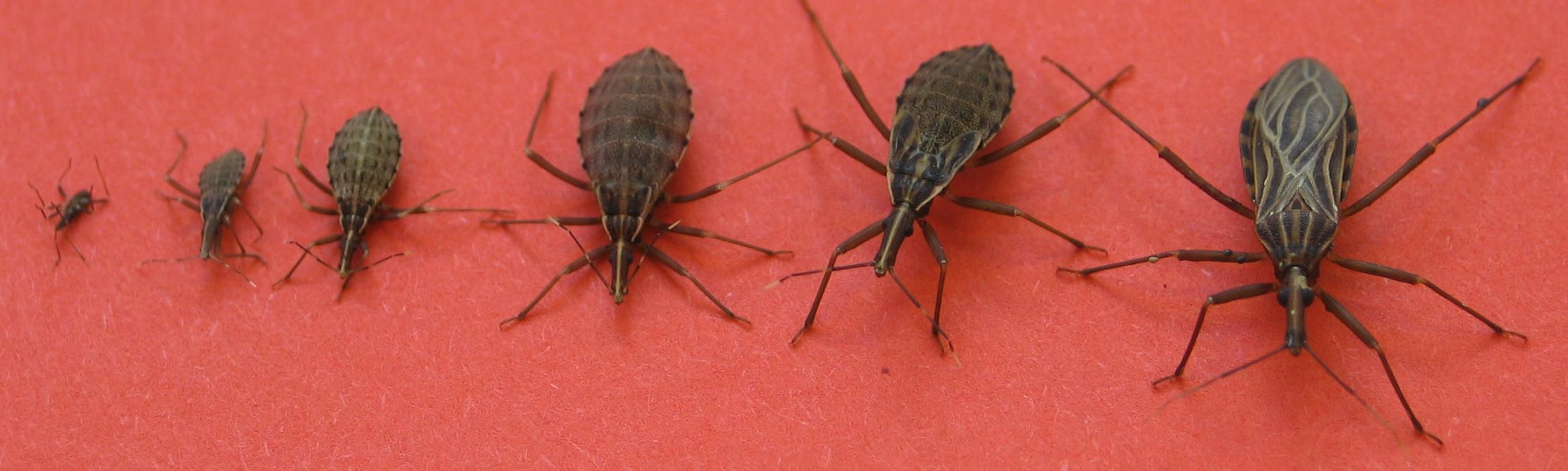
El ciclo de vida de R. prolixus consta huevos operculados de color rosado, cinco estadios larvales y adulto. De izquierda a derecha se observan ninfas, desde 1º estadio hasta adulto
.

## Rhodnius prolixuscomo modelo de estudio en fisiología de insectos
Debido a la importancia sanitaria de R. prolixus y la facilidad con que se cría en condiciones de laboratorio, este insecto ha servido por decenas de años como modelo de diversos estudios bioquímicos, moleculares, fisiológicos y de comportamiento. Justamente, dada su facilidad para estandarizar los individuos en laboratorio, Sir Vincent Wigglesworth, fue un entomólogo  inglés que realizó numerosos trabajos pioneros a lo largo de su vida que explican la fisiología de R. prolixus. Entre los más destacados se encuentran los que detallan los mecanismos de regulación del crecimiento y la muda, el desarrollo y la relación de estos eventos con la ingesta de sangre. Fue en esta especie que se describe por primera vez la existencia y funcionamiento de la Hormona juvenil de insectos y su importancia en los ciclos de vida. Más aún, el acceso al genoma de este insecto ha incrementado aún más su importancia como modelo de estudio.

## Fossulae spongiosae
R. prolixus y otros miembros de la tribu Rhodninni, a diferencia de otros triatominos, cuentan con almohadillas adhesivas en sus patas delanteras (fossulae spongiosae) que les permiten trepar por superficies lisas, una adaptación muy conveniente para triatominos que se han adaptado a vivir en los árboles; de hecho T. infestans y otras especies que viven entre las rocas u otros hábitats no arbóreos no cuentan con esta adaptación.

## Parecido conR. robustus
Dado el parecido morfológico de R. prolixus con R. robustus, diversos estudios han debatido su divergencia de este último como especie. Sin embargo existen  marcadas diferencias genéticas, fisiológicas y de comportamiento que permiten considerar a estas dos especies como poblaciones que cursan vías evolutivas distintas. La diferencia más relevante desde el punto de vista epidemiológico es que R. robustus no se adapta tan fácilmente como R. prolixus al domicilio humano.